# ウッドストック (オンタリオ州)
ウッドストック（英: Woodstock）は、カナダのオンタリオ州オックスフォード郡にある市である。人口は約37.8千人。オンタリオ・ハイウェイ401号線沿いのケベック＝ウィンザー回廊にある都市の一つ。トロントから約128 km、オンタリオ州のロンドンからは約43 kmの位置にある。
オックスフォード郡の郡庁が置かれている。

## 歴史

### 1974年竜巻被災
1974年8月に大きな竜巻がウッドストックを襲った。3つの竜巻のうち2つは藤田スケールでF4級と登録されている。

## 経済

### トヨタ自動車工場
トヨタ自動車は2005年にウッドストックに、予算11億ドル、面積4平方キロメートルの新工場建設の発表を行った。トヨタ・モーター・マニュファクチャリング・カナダのウッドストック工場は2008年にトヨタ・RAV4を年産15万台、2,000人の雇用の規模と予定されていたが、販売減の影響からその半分の年産75,000台、1,200人の雇用に留まった。この工場はカナダでこの20年で初めての新工場建設であった。その後、2010年にシフトが追加され年産15万台を達成。2012年にはRAV4のEVをテスラモーターズとの提携で生産開始。2013年には年産合計20万台体制となり、雇用も2,400名となる予定。

### 日野自動車
トヨタ自動車傘下の日野自動車は日系自動車会社として初めて、カナダにおけるトラック生産工場をウッドストックに建設する予定を2006年に発表した。2008年に工場は完成し操業を開始した。

## 交通

### 鉄道
- VIA鉄道

### 高速道路
- 400番台オンタリオ・ハイウェイ
  - ハイウェイ401号線 (Highway 401) 
  - ハイウェイ403号線 (Highway 403)

### バス
- ウッドストック交通局（Woodstock Transit）

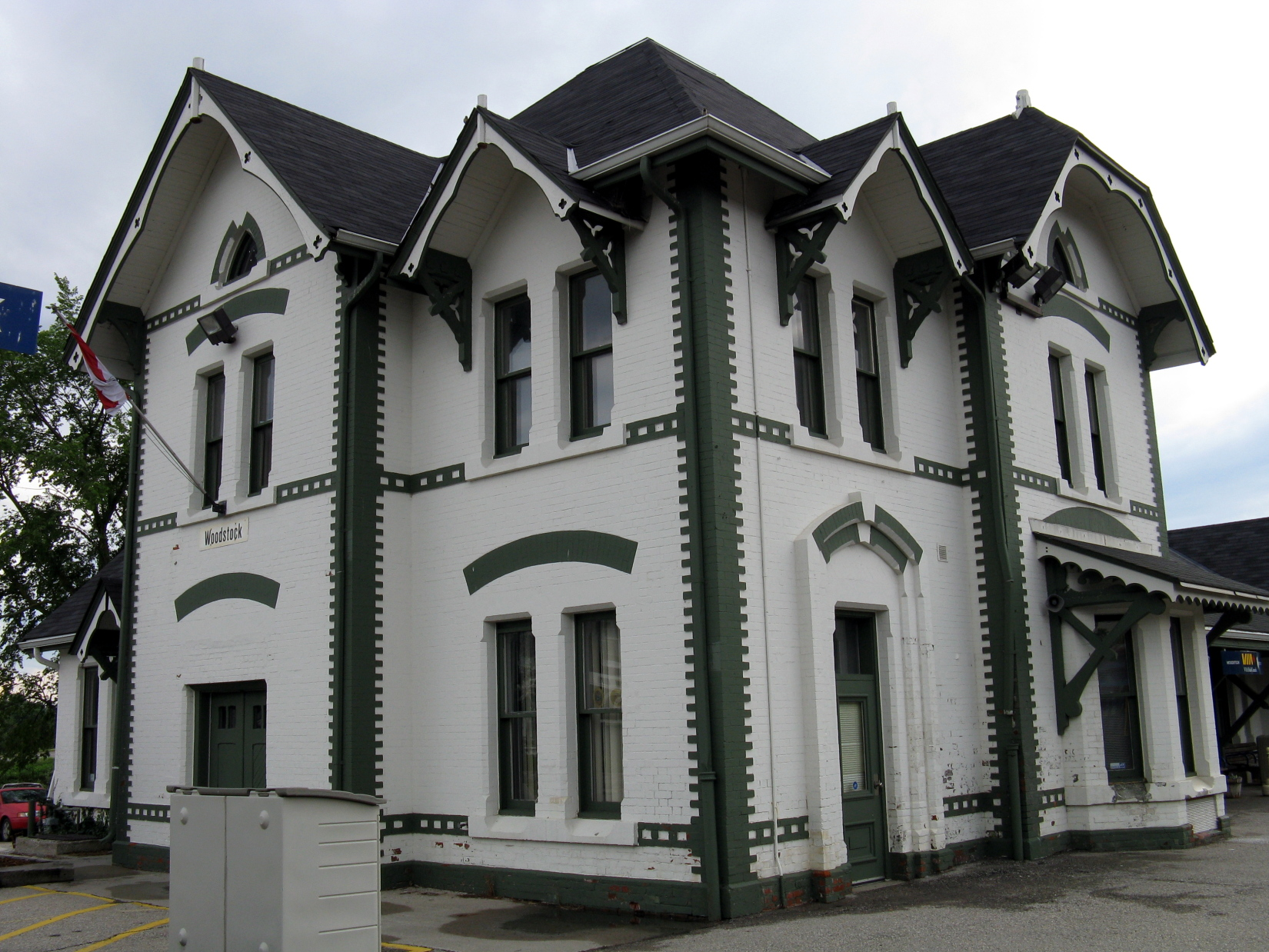
VIA鉄道ウッドストック駅舎